# Mia Khalifa
Mia Khalifa, pseudonimo di Sarah Joe Chamoun (Beirut, 10 febbraio 1993), è un'ex attrice pornografica libanese naturalizzata statunitense.

## Biografia
Nata a Beirut nel 1993, dal 2000 vive negli Stati Uniti d'America, dove la sua famiglia è immigrata.
Durante l'adolescenza la famiglia si è trasferita nella contea di Montgomery, nel Maryland e, pochi anni dopo, ha conseguito un Bachelor of Arts degree in storia presso l'Università del Texas a El Paso. Risiede a Miami, in Florida. Ha dichiarato di essere stata vittima di bullismo durante la sua permanenza al liceo a seguito degli attacchi terroristici dell'11 settembre 2001.

## Carriera

### Carriera pornografica
Entra nell'industria cinematografica per adulti nell'ottobre 2014, raggiungendo ben presto la vetta della classifica dei video del sito Pornhub e battendo la concorrenza di Lisa Ann, Madison Ivy e Jayden Jaymes. Apparsa in diverse produzioni della casa cinematografica Bang Bros, ha ricevuto diverse critiche e minacce di morte per aver recitato in un film indossando un hijab, tipico velo delle donne musulmane, oltre che per aver sfoggiato dei tatuaggi in cui è scritta una frase dell'inno nazionale del Libano ed è raffigurata la croce simbolo del partito cristiano-conservatore libanese.

### Ritiro dalle scene
Nell'estate del 2016 annuncia il suo ritiro dalla pornografia a causa delle minacce di morte ricevute dall'ISIS. Sebbene il sito IAFD consideri come termine della sua carriera nel cinema pornografico il 2016, due sue scene del 2014 sono state ripubblicate dal sito Bang Bros con un titolo diverso nel 2017 e nel 2018. La scena ripubblicata nel 2017 col nuovo titolo Mia Khalifa is Back and Hotter Than Ever è poi stata inclusa anche nel film del 2018 Bang Bros Invasion 22.
Poiché la Bang Bros continuò a sponsorizzare questi video risalenti al 2014 come se fossero nuovi, Mia Khalifa nel corso degli anni ne ha ripetutamente chiesto la rimozione; il 25 giugno 2020 Kia Flowers, una fan della ex-pornoattrice, con lo scopo di ottenere la rimozione dei video lanciò sulla piattaforma Change.org la petizione "Giustizia per Mia", ottenendo nel giro di poco le 500 000 firme. Mia, nel tentativo di riavere la propria vita, ha dichiarato che le persone, in particolare gli hater, si ricordano di lei solo per i mesi passati nel mondo del porno, descritti come «i mesi più bassi, più tossici e più insoliti della tua vita quando avevi 21 anni»; inoltre si è sempre difesa dalle voci sui suoi possibili guadagni nel mondo del porno dichiarando di aver ricavato 12 000 dollari a fronte dei milioni delle industrie che l'hanno sfruttata.
In un'intervista del luglio 2016 al The Washington Post, Khalifa ha dichiarato di aver recitato nella pornografia solo per tre mesi e di aver lasciato l'industria più di un anno prima, passando a un «lavoro più normale». Ha dichiarato: «Credo sia stata la mia fase di ribellione. Non faceva per me. Ho cercato di prendere le distanze da tutto questo». Ha detto di aver continuato a esibirsi come modella di webcam per Bang Bros per undici mesi dopo aver smesso di girare scene, prima che Complex Networks le offrisse di condurre un programma sportivo. L'attrice pornografica Carter Cruise ha criticato Khalifa per aver rafforzato lo stigma sociale contro il lavoro sessuale prendendo le distanze dalla sua precedente carriera.
Nel gennaio 2017, xHamster ha riferito che Khalifa è stata l'attrice per adulti più cercata del 2016. Nel 2018, tre anni dopo aver lasciato l'industria, era ancora la seconda persona più ricercata su Pornhub. Nell'agosto 2019, Khalifa ha dichiarato di aver guadagnato 12.000 dollari lavorando nel porno, con un guadagno stimato di 1.000 dollari per scena - un compenso standard da parte degli studi di produzione del settore, secondo Alec Helmy, presidente ed editore del sito di notizie sull'industria dell'intrattenimento per adulti XBIZ - e di non aver ricevuto alcun residuo da BangBros o da Pornhub e altri siti gratuiti dove BangBros caricava i video. Sebbene PornHub non abbia dichiarato l'entità delle entrate che i video di Khalifa hanno generato per il sito, secondo una stima del 2019 dell'amministratore delegato di Social Blade Jason Urgo, basata su entrate pubblicitarie simili a quelle di YouTube per visualizzazione, avrebbe potuto guadagnare oltre 500000 $ se fosse stata una partner di PornHub. Nel luglio 2020, più di 1,5 milioni di persone hanno firmato una petizione su Change.org per chiedere la rimozione dei suoi video da siti come Pornhub e BangBros e la restituzione dei suoi domini Internet. BangBros le ha inviato una lettera di cessazione e desistenza e ha creato un sito web per contestare le dichiarazioni fatte dall'attrice sull'azienda. BangBros afferma che Khalifa ha guadagnato oltre 178.000 dollari da loro e dai loro affiliati e che ha operato nell'industria degli adulti per più di due anni.

### Attività recenti
Dopo l'abbandono delle luci rosse ha aperto un canale di videogiochi sulla piattaforma di streaming online Twitch. Dall'ottobre 2017 al gennaio 2018 ha condotto, assieme a Gilbert Arenas, lo show giornaliero Out of Bounds sul canale YouTube della Complex News. Nel settembre 2020 ha aperto un account OnlyFans.
Nel 2023 ha creato un brand di gioielli.

## Vita privata
Nel febbraio 2011, poco dopo aver compiuto 18 anni, ha sposato il fidanzato del college, da cui ha divorziato nel 2016. Nel marzo 2019 ha iniziato una relazione con lo chef svedese Robert Sandberg, che ha sposato nel giugno 2020 e da cui ha divorziato l'anno dopo.
I suoi genitori smisero di parlarle quando scoprirono la sua scelta, dichiarando che il mondo della pornografia ha rovinato non solo l'immagine della sua famiglia, ma anche quella di tutta la sua terra natale.
Nel 2015 ha dichiarato di non essere più una cattolica praticante. Tra i suoi tatuaggi figura la croce delle Forze Libanesi. Politicamente si definisce repubblicana reaganiana.
È da tempo tifosa accanita del West Ham Utd, squadra di calcio londinese; nei suoi profili social molto spesso la si vede indossare la maglia del club. Inoltre ha affermato di odiare l'Arsenal.

## Filmografia
- Big Tit Brunette Loves Hard Cock (2014)
- Body Made for Sex (2014)
- Busty Pre-Game Warm-Up Show (2014)
- Double D Poolside Fuck (2014)
- Graduating Summa Cum Loud (2014)
- Head Shot (2014)
- Her First Porno She Made (2014)
- Meet the Busty Girl Who Works at the Hamburger Joint (2014)
- Mia Khalifa Is Cumming for Dinner (2014)
- Put It Between My Tits (2014)
- She's Lovin' It and Havin' It Her Way (2014)
- Xtra 15 (2014)
- Big Tit Cream Pie 31 (2015)
- Blow Job MVP Award Winner (2015)
- Busty and Petite Mia Khalifa (2015)
- Mia K Gives the Girlfriend Experience (2015)
- Mia Khalifa (2015)
- Mia Khalifa and Her 34DDDs (2015)
- Mia Khalifa Is Back and Ready for Black Dick (2015)
- Mia Khalifa Means Business (2015)
- Mia Khalifa Takes on Big QB Dick (2015)
- Mia Khalifa's First Monster Cock Threesome (2015)
- Mia's Video Game Night (2015)
- Pounding Mia Khalifa (2015)
- Temporary Dates 2 (2015)
- Tony Rubino's Let's Make a Sex Tape (2015)
- Mia Khalifa 1 (2016)
- Mia Khalifa 2 (2016)
- Mia Khalifa 3 (2016)
- Stepmom Videos 9 (2016)
- Mia Khalifa is Back and Hotter Than Ever (2017)
- Bang Bros Invasion 22 (2018)
- Score Xtra Hardcut 6 (2018)
- World of BangBros: Mia Khalifa Blackout 1 (2018)
- Girls of Bang Bros 81: Julianna Vega (2019)
- Hard Score Hard Cut 16 (2020)

## Riconoscimenti
- AVN Awards
  - 2016 – Candidatura per Best Boobs (Fan Award)

- DVD Erotik Awards
  - 2017 – Tits of the Year